# Ariyur
Ariyur là một thị trấn thống kê (census town) của quận Vellore thuộc bang Tamil Nadu, Ấn Độ.

## Nhân khẩu
Theo điều tra dân số năm 2001 của Ấn Độ, Ariyur có dân số 5429 người. Phái nam chiếm 50% tổng số dân và phái nữ chiếm 50%. Ariyur có tỷ lệ 76% biết đọc biết viết, cao hơn tỷ lệ trung bình toàn quốc là 59,5%: tỷ lệ cho phái nam là 82%, và tỷ lệ cho phái nữ là 69%. Tại Ariyur, 10% dân số nhỏ hơn 6 tuổi.